# Druivenkoers 1978
La Druivenkoers 1978, diciottesima edizione della corsa, si svolse il 1º settembre 1978 su un percorso con partenza e arrivo a Overijse. Fu vinta dal belga Roger De Vlaeminck della Sanson-Columbus davanti al suo connazionale Ferdi Van den Haute e all'italiano Walter Dalgal.

## Ordine d'arrivo (Top 10)
| Pos. | Corridore           | Squadra                   | Tempo |
| ---- | ------------------- | ------------------------- | ----- |
| 1    | Roger De Vlaeminck  | Sanson-Columbus           |       |
| 2    | Ferdi Van den Haute | Marc Zeepcentrale-Superia |       |
| 3    | Walter Dalgal       | Old Lords-Splendor-KSB    |       |